# Ruta Okanagan

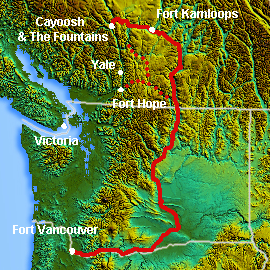
Ruta del sendero Okanagan. Las líneas de puntos son las rutas alternativas al cañón bajo del Fraser (ver Dewdney Trail y Similkameen Trail

La ruta Okanagan (del inglés: Okanagan Trail), también traducido como sendero o camino Okanagan, fue una ruta terrestre que conducía a las áreas de la fiebre del oro del cañón del Fraser (1858-59) y que partía desde la región del Bajo Columbia en los entonces territorios  Washington y de Oregón. Esa ruta se desarrollaba por zonas que hoy pertenecen al estado de Washington y la provincia canadiense de la Columbia Británica.
La primera parte de la ruta era esencialmente el mismo trayecto, el cual era utilizado por las brigadas de comerciantes de pieles y tramperos de la Compañía de la Bahía de Hudson, que remontaban el río Columbia hasta la confluencia con el río Okanogan. Luego remontaban el Okanogan, atravesando los lagos que hay en su curso, Osoyoos y Skaha, (Dog), hasta llegar finalmente al lago Okanagan.
A partir de aquí, ambas rutas se separaban, siguiendo la Okanagan un paso vía el arroyo Monte para cambiar de cuenca y llegar a Fort Kamloops, un puesto comercial siturado en la confluencia de los ramales Norte y Sur del río Thompson. La ruta, a continuación, se dirigía al oeste desde allí, descendiendo el Thompson para luego acceder a dos áreas: una se dirigía a las zonas bajas de oro que se habían encontrado en el río Fraser, entre lo que es ahora Lytton y Yale; la otra accedía a la parte superior de las zonas mineras, a través del arroyo Hat y el Marble Canyon, en torno a la actual Lillooet. Cayoosh y The Fountains están hoy en Lillooet y sus alrededores.
Había otro ramal más corto, que abandonaba el río Okanagan al llegar a la confluencia de su principal afluente, el río Similkameen, en lo que hoy es la pequeña localidad de Oroville. Tras remontar el Similkameen se dirigía al curso bajo del Thompson y al bajo cañón del Fraser.